# 秋田圣母
39°45′33.7″N 140°8′58.1″E / 39.759361°N 140.149472°E
秋田圣母是聖母瑪利亞的一個稱號，指的是1973年起，在日本秋田县秋田市添川汤泽台的天主教会在俗修道会「圣体奉仕会」内发生的一系列圣母显现的奇迹现象。这一事件被视作全球为数不多获得該教区的主教正式认可的圣母显现案例，其国际知名度甚至高于日本本土。据记载，当时流泪的圣母像是依据“万民之母”形象塑造的圣母雕像。

## 历史
事件发端于1973年，该会修女阿格尼丝·笹川（アグネス笹川）手掌出现伴有出血的十字形伤痕（此现象称为圣痕，世界各地时有案例报告）。据记载还发生过木制圣母玛利亚像101次流泪及散发芳香现象、接收到三条神谕等超自然事件。这些奇迹现象据信持续至1984年。此外还接获包括韩国女性脑肿瘤消失等多起与显现相关的疾病痊愈报告。
至1984年，经天主教新潟教区主教若望·伊藤庄治郎（ヨハネ伊藤庄治郎）调查后发布官方声明，表明「无法否定现象的超自然特性，故不禁止教区信徒朝圣」。该声明确认系列现象不具欺诈性、病理性、异端性或邪教性质。1988年，此声明获梵蒂冈教廷教義部部长若瑟·拉青格（即后来的教宗本笃十六世）正式认可。
阿格尼丝·笹川修女于2024年8月15日以93岁高龄安息主怀，当日恰逢圣母升天节。
| 公历   | 事件           | 次数 | 累计次数 |
| ------ | -------------- | ---- | -------- |
| 1973年 | 圣母显现       | 3次  | 3次      |
| 1975年 | 流泪奇迹1—4    | 4次  | 7次      |
| 1976年 | 流泪奇迹5—10   | 6次  | 13次     |
| 1978年 | 流泪奇迹11—22  | 12次 | 25次     |
| 1979年 | 流泪奇迹23—97  | 75次 | 100次    |
| 1981年 | 流泪奇迹98—101 | 4次  | 104次    |

## 预言
笹川修女在见证疾病治愈奇迹的同时，还从圣母像方向聆听到难以言喻的天籁之音。首次启示发生于1973年7月6日，内容包含对修女耳疾将愈的预告与慰藉；第二次显现在8月3日则传递对人类文明的警示：多数世人使主蒙悲，圣母渴求以补赎精神——通过承受贫困与苦难为罪人与忘恩者赎罪——来抚慰天主的灵魂。
1973年10月13日第三次启示中，圣母严正宣告：「若人类不思悔改，天父必将降下超越大洪水的严惩。届时天火焚世，多数生灵将殒命于灾厄」。启示更预言神职人员将陷入对立，敬礼圣母的司祭会遭同侪轻蔑。若罪恶持续蔓延，终将失去救赎机会。圣母告诫信众：在至暗时刻，十字圣号与玫瑰经将是基督徒最后的武器，唯有奉献牺牲、热切祈祷方能平息天主之怒。
笹川修女还多次目击天使显圣。6月29日天使更亲自传授其花地玛祷文，嘱其于玫瑰经每端经文后诵念。该祷文源自1917年葡萄牙花地玛圣母显现时授予三名牧童的经文，当时尚未有日译本面世。天使口授的祷文内容，竟与日后正式日译本逐字完全吻合。

## 101次流泪
| 次数 | 年月日时            | 次数 | 年月日时            | 次数 | 年月日时            | 次数 | 年月日时            |
| ---- | ------------------- | ---- | ------------------- | ---- | ------------------- | ---- | ------------------- |
| 1    | 1975年1月4日 9:30   | 26※  | 1979年3月25日 9:20  | 51   | 1979年6月6日 7:30   | 76   | 1979年7月13日 9:40  |
| 2    | 1975年1月4日 12:00  | 27   | 1979年3月27日 17:25 | 52   | 1979年6月7日 15:30  | 77   | 1979年7月13日 14:00 |
| 3※   | 1975年1月4日 18:45  | 28   | 1979年3月31日 17:10 | 53   | 1979年6月9日 8:00   | 78   | 1979年7月14日 9:00  |
| 4    | 1975年3月6日 12:45  | 29   | 1979年4月4日 9:20   | 54   | 1979年6月10日 9:20  | 79   | 1979年7月16日 11:00 |
| 5    | 1976年5月1日 7:30   | 30   | 1979年4月8日 9:30   | 55   | 1979年6月12日 11:15 | 80   | 1979年7月18日 11:00 |
| 6    | 1976年5月1日 9:20   | 31   | 1979年4月9日 14:45  | 56   | 1979年6月12日 19:40 | 81   | 1979年7月20日 16:30 |
| 7    | 1976年5月1日 17:00  | 32   | 1979年5月1日 16:00  | 57   | 1979年6月14日 12:50 | 82   | 1979年7月22日 12:35 |
| 8    | 1976年5月1日 21:40  | 33   | 1979年5月5日 18:45  | 58   | 1979年6月15日 17:30 | 83   | 1979年7月22日 19:25 |
| 9    | 1976年5月2日 12:30  | 34   | 1979年5月6日 16:10  | 59   | 1979年6月16日 17:40 | 84   | 1979年7月23日 17:15 |
| 10   | 1976年5月13日 12:50 | 35   | 1979年5月9日 16:30  | 60   | 1979年6月17日 11:00 | 85   | 1979年7月24日 17:20 |
| 11   | 1978年7月26日 21:00 | 36   | 1979年5月10日 12:30 | 61   | 1979年6月21日 16:32 | 86   | 1979年7月24日 19:10 |
| 12   | 1978年8月31日 14:45 | 37   | 1979年5月13日 8:00  | 62   | 1979年6月22日 17:23 | 87   | 1979年7月25日 8:15  |
| 13   | 1978年9月15日 17:00 | 38   | 1979年5月13日 12:05 | 63   | 1979年6月23日 15:30 | 88   | 1979年7月25日 12:30 |
| 14   | 1978年10月11日 8:15 | 39   | 1979年5月19日 11:50 | 64   | 1979年6月25日 17:25 | 89   | 1979年7月26日 8:45  |
| 15   | 1978年10月21日 7:30 | 40   | 1979年5月20日 9:30  | 65   | 1979年6月26日 12:50 | 90※  | 1979年7月27日 17:25 |
| 16   | 1978年11月4日 19:30 | 41   | 1979年5月21日 18:20 | 66   | 1979年6月28日 14:20 | 91   | 1979年7月28日 15:20 |
| 17   | 1978年11月6日 19:35 | 42   | 1979年5月22日 14:10 | 67   | 1979年6月29日 11:30 | 92   | 1979年7月29日 13:20 |
| 18   | 1978年11月9日 8:10  | 43   | 1979年5月26日 16:35 | 68   | 1979年7月1日 11:10  | 93   | 1979年7月30日 15:05 |
| 19   | 1978年11月13日 8:10 | 44   | 1979年5月27日 9:20  | 69   | 1979年7月6日 7:20   | 94   | 1979年7月31日 15:00 |
| 20   | 1978年12月5日 16:20 | 45   | 1979年5月29日 11:55 | 70   | 1979年7月7日 12:15  | 95   | 1979年7月31日 16:45 |
| 21   | 1978年12月7日 20:40 | 46   | 1979年5月29日 20:20 | 71   | 1979年7月8日 9:15   | 96   | 1979年12月8日 0:10  |
| 22   | 1978年12月25日 2:15 | 47   | 1979年5月31日 10:30 | 72   | 1979年7月8日 18:15  | 97   | 1979年12月8日 23:28 |
| 23   | 1979年1月24日 19:00 | 48   | 1979年6月2日 9:00   | 73   | 1979年7月10日 17:20 | 98   | 1981年1月6日 8:50   |
| 24   | 1979年3月4日 17:40  | 49   | 1979年6月3日 10:05  | 74   | 1979年7月11日 7:20  | 99   | 1981年8月22日 13:00 |
| 25   | 1979年3月7日 13:45  | 50   | 1979年6月5日 20:10  | 75   | 1979年7月11日 19:20 | 100  | 1981年9月12日 8:44  |

第101次（最终次） 1981年9月15日 14:00 (※代表比平时流泪更多)。
笹川修女在进行圣体敬礼时，获得天使启示《创世纪》三章十五节经文（该经文被天主教视为原罪预言与圣母无染原罪教义的圣经依据）。
流泪奇迹的101次数字具有深刻象征：正如厄娃使原罪临世，圣母玛利亚则带来救赎恩典。数字结构「1-0-1」中，中间的0象征永恒之神，首尾的1分别代表人类始祖与天主之母，形成救赎史的完美闭环。

## 守护天使讯息
圣母玛利亚的三次核心启示集中发生于1973年7月6日至同年10月13日期间：

### 首次讯息（1973年7月6日）
「我的女儿，我的修练女，你舍弃一切跟从得很好。耳疾很痛苦吧？定会痊愈的。请忍耐，这是最后的考验。手上的伤口疼痛吗？请为人们的罪过做补偿而祈祷。这里的每个人，都是我无可替代的女儿。圣体奉仕会的祈祷是否用心诵念了？来，一起祈祷吧。...（共同诵念圣体奉仕会祷文）... 请为教宗、主教、司祭多多祈祷。你自受洗以来，始终不忘为他们祈祷，做得很好。今后也请继续虔诚诵念。将今日之事禀告你的长上，并遵从长上指示。你的长上此刻正热切寻求祈祷。」  

### 第二次讯息（1973年8月3日）
「我的女儿，我的修练女，你爱慕主吗？若爱慕主，就听我说。此事关系重大，需禀告你的长上：世人多使主忧伤，我渴望能抚慰主者。为平息天父之怒，需有灵魂代替罪人与忘恩者，以苦难与贫穷作补偿——这正是圣子与我共同期盼的。为警示天父对此世的震怒，祂将对全人类降下严惩。我与圣子多次努力缓和这愤怒，通过展示圣子的十字架苦痛与宝血，献上挚爱的灵魂与牺牲者团体来抚慰天父。祈祷、苦行、贫穷与勇敢的牺牲行为可平息天父之怒。我对你的团体亦怀此期待：尊崇贫穷，在贫困中为世人的忘恩与侮辱做补偿，怀着悔改之心祈祷。虔诚诵念并实践圣体奉仕会祷文，为赎罪奉献。善用各人才能与职责，全心奉献。在俗会亦需重视祈祷，现正聚集愿祈祷的灵魂。不拘形式，以热诚专为慰藉圣主而祈祷。（稍顿）你心中所思是否真诚？确有成为弃石的觉悟吗？愿作主净配的修练女啊，为匹配新郎，当以三钉贯心的誓愿立约——即清贫、贞洁、服从三钉，其中根基在于服从。以完全顺服之心追随你的长上，她将以良师指引你。」  

### 最终讯息（1973年10月13日）
「爱女，仔细聆听我将言之语，并禀告你的长上：如前所述，若人类不悔改，天父必将对全人类降下空前重罚，其严酷远超大洪水。天火降世之时，多数人类将罹难——善人与恶人、司祭与信众皆不能免。幸存者将承受令亡者称羡的苦难。那时我们仅存的武器只剩玫瑰经与圣子印记。每日诵念玫瑰经，并以此祈祷护佑主教司祭。恶魔势力已侵入教会：枢机与枢机相争，主教与主教相抗。敬礼我的司祭将遭同侪轻蔑攻击。祭坛与圣堂遭亵渎，教会充斥妥协者。受恶魔诱惑，众多司祭与修道者将弃职。尤其恶魔正侵蚀奉献于天父的灵魂——众多灵魂的沉沦令我悲痛。若罪恶持续，终将再无宽恕。鼓起勇气禀告你的长上，她必会要求众人勤于祈祷与赎罪。今日是我最后一次借你之口传讯，今后当遵从派遣者与长上。多多诵念玫瑰经，唯我能从迫近的灾厄中施救，倚靠我者必得护佑。」  

### 2019年10月6日讯息
据某修女亲述，2019年10月6日凌晨3时30分许，曾在秋田显现于笹川修女的天使（间隔三十余年后）再度降临，传达"请每日披麻蒙灰诵念悔改玫瑰经，如孩童般日日奉献牺牲"等讯息。天使离去后，笹川修女向某修女透露"感到时辰临近"。  
以下信息源自亲聆笹川修女讲述的某修女向WQPH提供的两则讯息：  

### 2019年10月27日WQPH刊载内容
此为亲闻笹川修女嘱托的M修女证言：  
10月6日（周日）凌晨3时30分许，三十余年前在秋田向我（笹川）显现的同一位天使（注1）再度降临。天使先与我（笹川）密谈，许可公开的内容为："请每日披麻蒙灰（注2）诵念悔改玫瑰经。你（笹川）当如孩童般日日奉献牺牲。"  
询问传达者S修士"可否公开"时，经M修女转达获得笹川修女许可。另嘱托："请为我能如孩童般日日奉献牺牲而祈祷。"  
注1：该天使呈女性形象，笹川修女不禁脱口称"姐姐"，因其酷似亡姐。天使澄清："不，我是守护你的存在"，随后引导笹川前往圣堂。（推测为守护天使——小松注）  
注2：参见《约拿书》3:1-10（10月8日第一诵读经文）——披麻蒙灰坐于尘土  
（译文完）

### 2019年11月11日WQPH刊载内容
近日就笹川修女事件发送更正邮件后，请容我补述要事：  
10月6日天使显现后，笹川修女向M修女透露「感到时辰临近」。经S修士确认，获M修女许可转述此事。理解「时辰」内涵可参照笹川修女接收的圣母第三次启示，兹摘录如下以供参酌：  
第三次启示  
吾爱之女，仔细聆听我将言之语，并禀告你的长上：  
如前所述，若人类不悔改，天父必将对全人类降下空前重罚，其严酷远超大洪水。天火降世之时，善人与恶人、信众与司祭皆将同殒。幸存者将承受令亡者称羡的苦难。其时唯存玫瑰经与圣子印记为武器。每日诵念玫瑰经，并以此护佑主教司祭。恶魔势力已侵入教会：枢机与枢机相争，主教与主教相抗。敬礼我的司祭将遭同侪轻蔑攻击。祭坛与圣堂遭亵渎，教会充斥妥协者。受恶魔诱惑，众多司祭与修道者将弃职。尤恶魔正侵蚀奉献天父的灵魂——众多灵魂沉沦令我悲痛。若罪恶持续，终将再无宽宥。鼓起勇气禀告你的长上，她必命众人勤于祈祷与补赎。  
今日是我最后一次借你之口传讯，今后当遵派遣者与长上。多多诵念玫瑰经，唯我能从迫近灾厄施救，倚靠我者必得护佑。
我们决心践行笹川修女所得天使讯息——「请每日披麻蒙灰诵念悔改玫瑰经」。诚邀诸位每日共诵悔改玫瑰经，同祷之恩，铭感五内。

## 脚注
1. ↑  Ito, John Shojiro. . The Marian Library/International Marian Research Institute. 1984-04-22. （原始内容存档于2011-08-13）.
2. ↑  志村 1986，第8-10頁.
3. ↑  志村 1986，第30-31頁.
4. ↑  志村 1986，第66-70頁.
5. ↑  志村 1986，第37頁.
6. ↑  .   [2024-11-07].
7. ↑  .   [2024-11-07].
8. ↑  安田 2000，第109-111頁.
9. ↑  安田 2000，第138頁.
10. ↑  安田 2000，第138-139頁.
11. ↑  安田 2000，第36頁.
12. ↑  安田 2000，第405-409頁.
13. ↑  安田 2000，第xx頁.
14. ↑  安田 2000，第217-225頁.
15. ↑  https://www2s.biglobe.ne.jp/~kolbe/mary/akita/akita.html#message.
16. ↑  安田貞治 & 現代の奇跡　秋田の聖母マリア　－聖母像の涙とメッセージ－ 1986.
17. 1 2  http://wqphradio.org/2019/11/11/an-update-from-sister-agnes-i-felt-the-time-is-near/
18. ↑  . wqphradio.org. 2019-10-27  [2019-11-10].